# 基索維爾 (紐約州)
基索維爾（英語：Kysorville）是位於美國紐約州利文斯頓縣的普查規定居民點。

## 人口
根據2020年美國人口普查的數據，基索維爾的面積為2.11平方千米，皆為陸地。當地共有人口104人，而人口密度為每平方千米49.29人。